# Rott, Bas-Rhin
Rott là một xã thuộc tỉnh Bas-Rhin trong vùng Grand Est đông bắc Pháp.